# Паппас, Яннис
Я́ннис Па́ппас (род. Бруклин, Нью-Йорк, США) — американский стендап-комик греческого происхождения. В последние годы своей творческой деятельности наиболее известен греческой общине США по своим популярным YouTube-персонажам Морисе и Мистеру Паносу.

## Биография
Родился в Бруклине (Нью-Йорк, США) в семье греков Криса и Анны Паппас, занимавшихся юридической практикой. Родители его отца родом с острова Имврос (сегодня территория Турции), а мать родилась на Крите (Греция). Дед Паппаса, как и многие греческие иммигранты, занимался ресторанным бизнесом. Имеет двух старших братьев Питера и Никоса. Питер Паппас, адвокат по профессии, работал в администрациях президентов США Билла Клинтона и Барака Обамы.
В детские годы посещал православную церковь, был служкой.
Окончил колледж Американского университета, где изучал американистику и историю Америки.
Занимался общественной деятельностью, в частности в течение 2,5 лет принимал участие в оказании гуманитарной помощи пострадавшим в терактах 11 сентября 2001 года, на протяжении трёх лет работал с психически больными людьми, а также с представителями организации по оказанию социальной помощи «Lutheran Social Service».
Являлся ведущим комедийного шоу «2 Point Lead», а также совместно с журналистами Марианной Антонио и Педро Андраде вёл программу «Fusion Live», посвящённую текущим событиям, поп-культуре и сатире. Совместно с комиком Крисом Дистефано вёл шоу «The Bracket».
Помимо профессии комика, совместно со своим другом, режиссёром Джессом Скатурро создал продюсерскую компанию «Ditch Films».